# 下仁田站

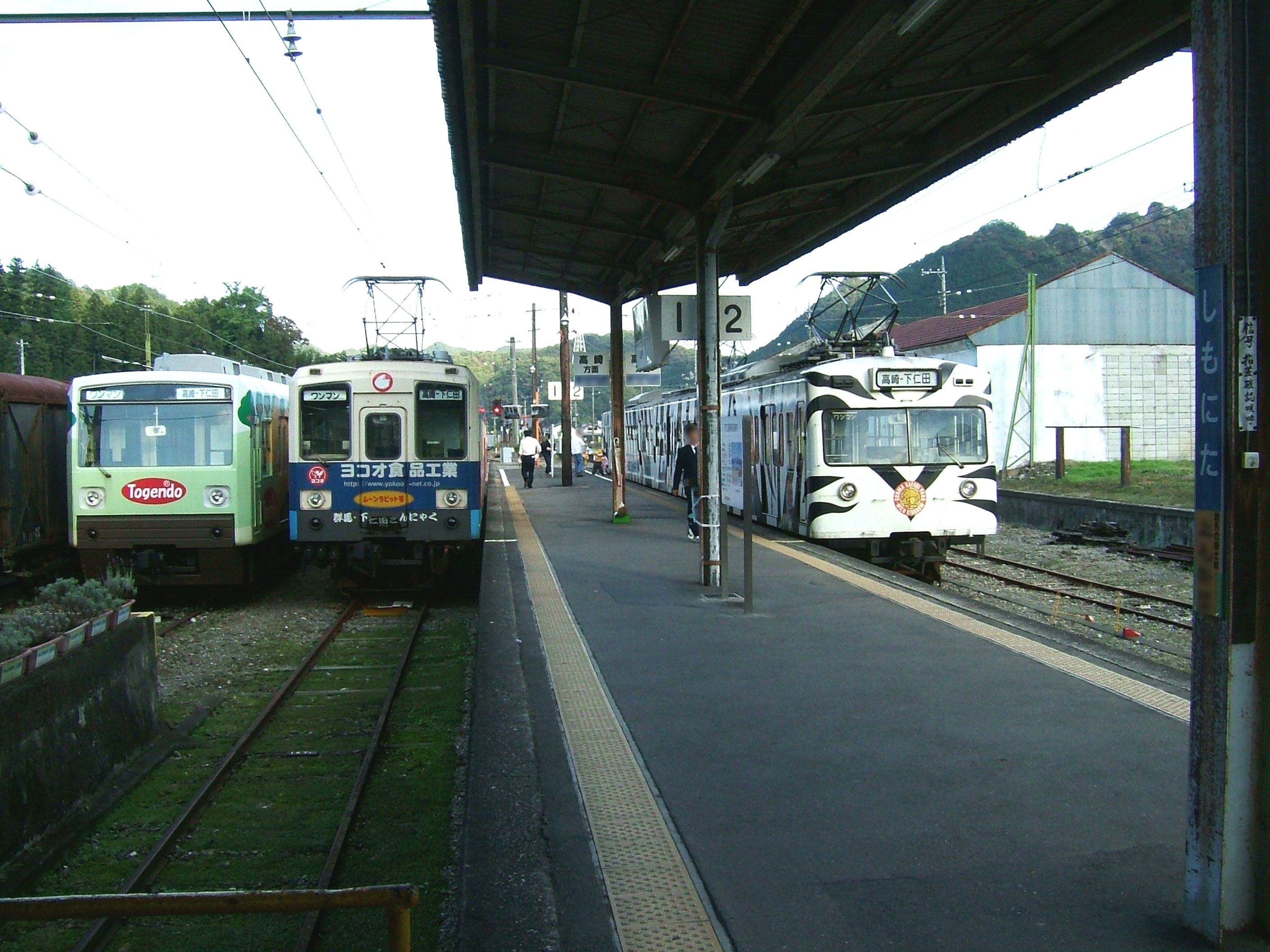
月台（2008年10月）

下仁田站（日语：／ Shimonita eki */?）是位於群馬縣甘樂郡下仁田町下仁田甲374番4號，上信電鐵的上信線車站（終點站）。此站被選為關東車站百選之一。

## 歷史
- 1897年（明治30年）9月8日 - 車站啟用。
- 1999年（平成11年） - 被選為關東車站百選之一，理由是「擁有100年歷史，受到妙義山、荒船山登山客歡迎的上信電鐵終點站」。

曾經計劃從此站繼續延伸鐵路線至JR小海線的羽黑下站。而上信電鐵的名稱取自連接上野和信濃的鐵路。此站附近找不到準備工作或擴展的痕跡。

## 車站構造
此站是地面車站，設有1面2線的港灣式月台。由於此站曾經設有貨物業務，因此車站範圍較廣，設有4條側線。此站設有列車夜間停泊。此站設有1台自動售票機和廁所（濕廁）。此站是直營車站，設有車站職員當值。

### 月台
| 月台 | 路線    | 方向     |
| ---- | ------- | -------- |
| 1、2 | ■上信線 | 高崎方向 |

## 車站周邊

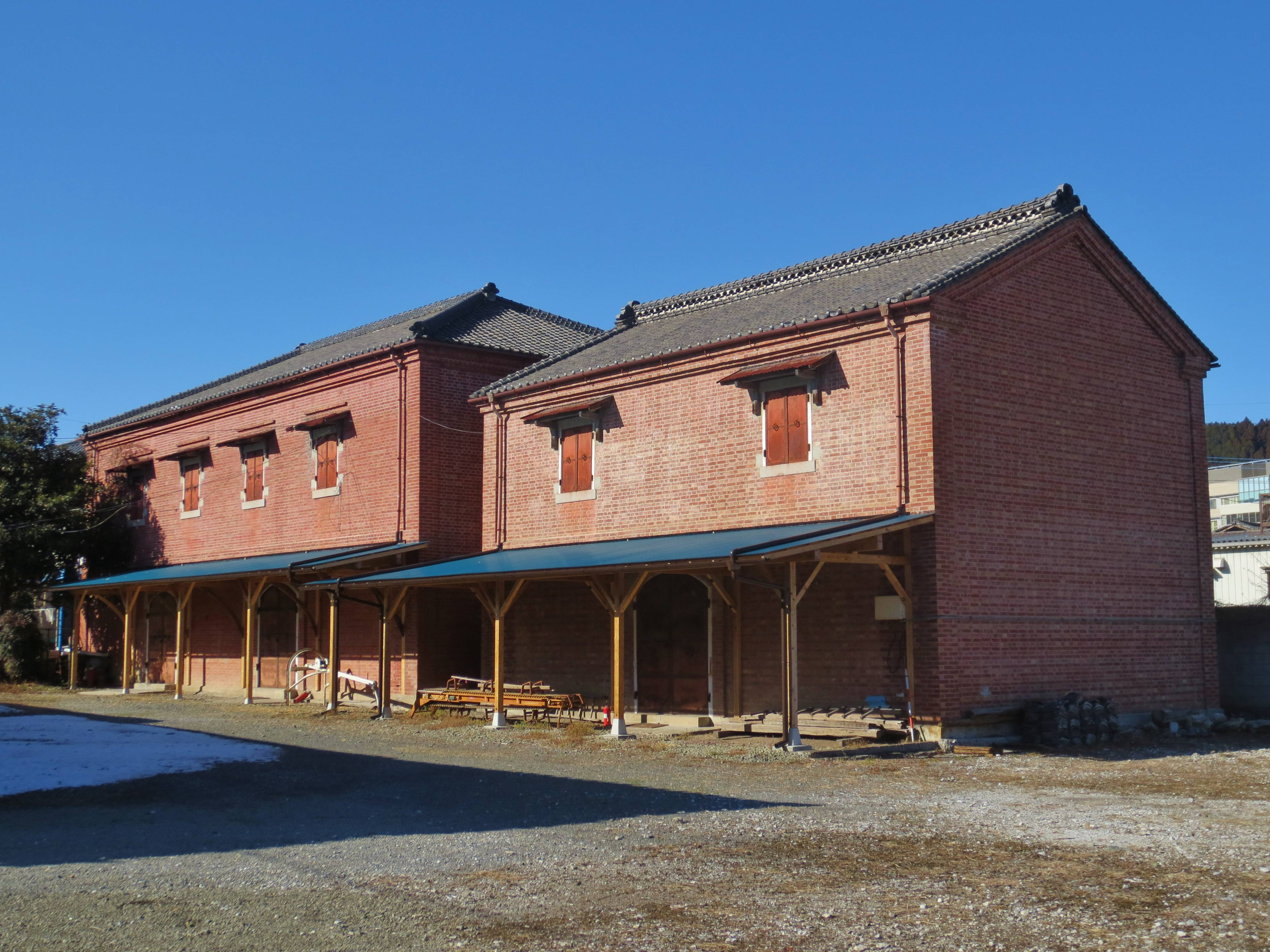
下仁田倉庫

- 下仁田町公所
- 下仁田町文化會堂
- 富岡警署下仁田分廳舍（日语：富岡警察署下仁田分庁舎）
- 下仁田郵局
- 下仁田町立下仁田小學
- 下仁田町立下仁田中學
- 群馬縣立下仁田高等學校（日语：群馬県立下仁田高等学校）
- 山際公園：觀櫻勝地之一
- 山際稻荷神社
- 諏訪神社
- 下仁田倉庫（舊上野鐵道相關設施）
- 群馬縣道208號下仁田停車場線
- 群馬縣道93號下仁田臼田線（日语：群馬県道・長野県道93号下仁田臼田線）
- 國道254號

## 巴士路線

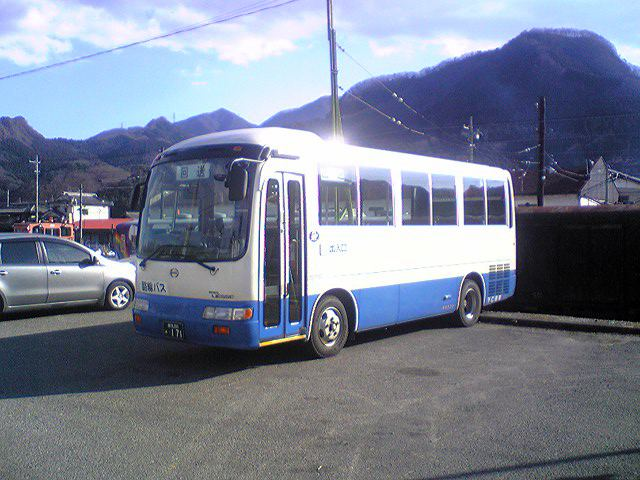
下仁田站的巴士

| 乘車處                           | 系統         | 主要途經           | 目的地             | 巴士公司       | 備註                                   |
| -------------------------------- | ------------ | ------------------ | ------------------ | -------------- | -------------------------------------- |
|                                  | 馬山線       | 舊馬山小前、上蒔田 | 上鎌田             | 下仁田巴士     | 部分班次不經上蒔田                     |
| 經馬山線蒔田                     | 上蒔田       | 舊馬山小前         | 星期六與日暫停服務 | 下仁田巴士     |                                        |
| 中之岳線                         | 滑、廣河原   | 四家上             |                    | 下仁田巴士     |                                        |
| 初鳥屋線                         | 滑、本宿     | 初鳥屋             |                    | 下仁田巴士     |                                        |
| 市野萱線                         | 滑、本宿     | 市野萱             |                    | 下仁田巴士     |                                        |
| 青倉線                           | 宮室、小河原 | 坊主渕             | 平日黃昏才途經宮室 | 下仁田巴士     |                                        |
|                                  |              | 宮室、公所前、勸能 | 熊倉               | 南牧巴士       | 勸能～熊倉之間只於冬天的星期三提供服務 |
|                                  |              |                    | 上野村親睦館       | 上野村合乘的士 |                                        |
| 下仁田高速巴士乘車處、富岡高校前 | 富岡綜合醫院 |                    |                    | 上野村合乘的士 |                                        |

## 使用狀況
| 1日乘車人次變化 | 1日乘車人次變化 |
| 年度            | 1日平均人次     |
| --------------- | --------------- |
| 2011年          | 332             |
| 2012年          | 339             |
| 2013年          | 297             |
| 2014年          | 299             |
| 2015年          | 270             |
| 2016年          | 261             |
| 2017年          | 238             |
| 2018年          | 240             |

## 相鄰車站
上信電鐵
上信線
千平－（赤津號誌站）－下仁田

## 注腳
1. ↑  《私鐵全線大百科》實業之日本社，1980年。
2. ↑  國土數値資訊(不同車站的上下車人次數據)  （页面存档备份，存于）（日語） - 國土交通省，2019年7月16日參閲
3. ↑  國土數値資訊(不同車站的上下車人次數據)  （页面存档备份，存于）（日語） - 國土交通省，2020年9月23日參閲

## 外部連結
- 下仁田 | 上信電鐵株式會社 （页面存档备份，存于）（日語）